# Unga kvinnor (film, 1994)
Unga kvinnor (originaltitel: Little Women) är en romantisk dramafilm från 1994 i regi av Gillian Armstrong. Filmen bygger på Louisa May Alcotts roman med samma namn från 1868. I rollerna ses bland andra Winona Ryder, Susan Sarandon, Trini Alvarado, Claire Danes och Kirsten Dunst.

## Om filmen
Romanen har filmatiserats ett antal gånger, däribland 1933, 1949 och 2019.
Filmen nominerades till tre Oscars. Winona Ryder för bästa kvinnliga huvudroll, Colleen Atwood för bästa kostym samt Thomas Newman för bästa filmmusik.

## Rollista i urval
- Winona Ryder - Jo March
- Gabriel Byrne - Friedrich Bhaer
- Trini Alvarado - Meg March
- Samantha Mathis - äldre Amy March
- Kirsten Dunst - yngre Amy March
- Claire Danes - Beth March
- Christian Bale - Laurie
- Eric Stoltz - John Brooke
- John Neville - Mr. Laurence
- Mary Wickes - Aunt March
- Susan Sarandon - Mrs. March
- Donal Logue - Jacob Mayer